# Presidente (árvore)

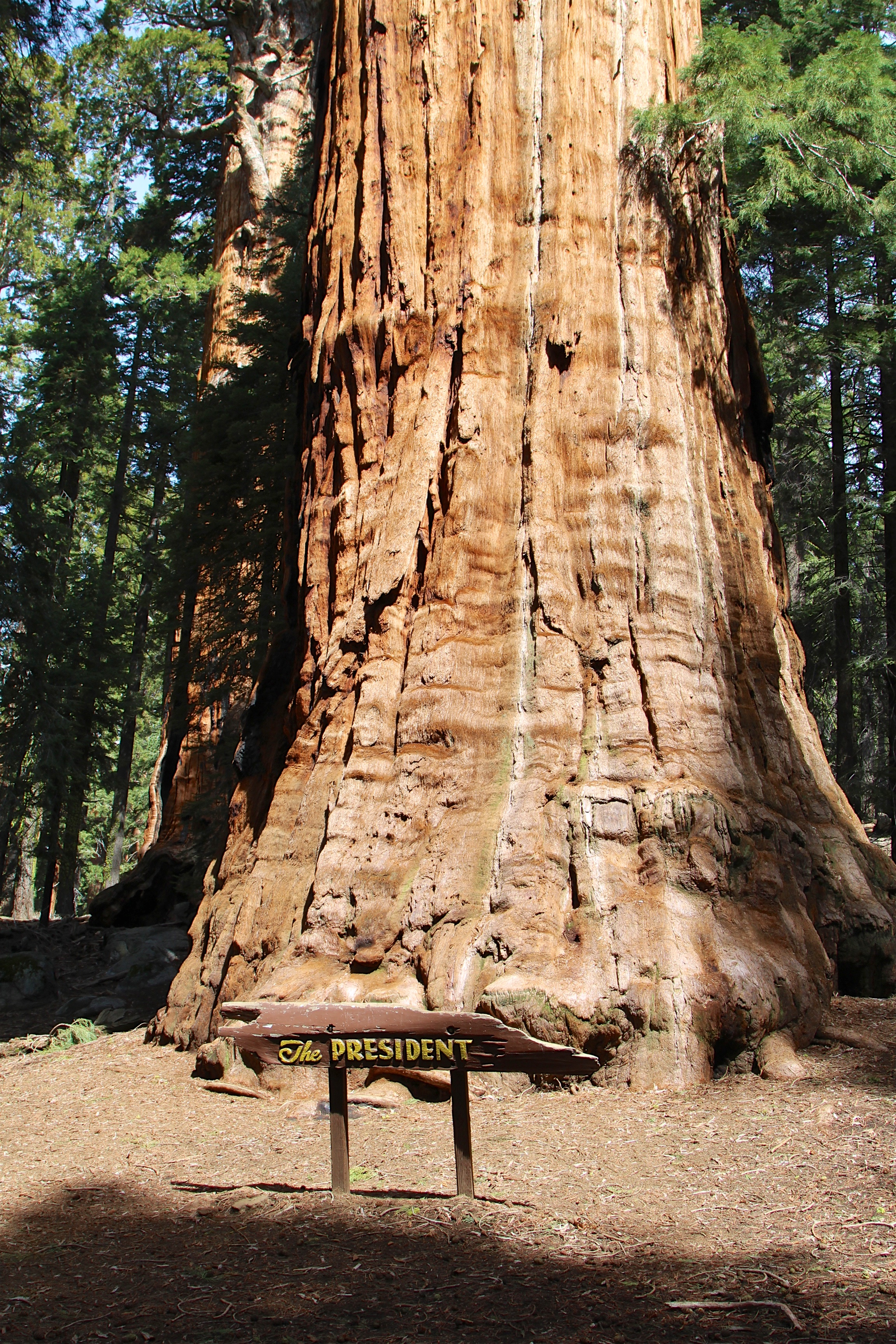
Sequoia gigante The President,

O Presidente é uma sequoia gigante localizada no Parque Nacional da Floresta Gigante de Sequoia, nos Estados Unidos, a leste de Visalia, Califórnia. Não é a sequoia gigante mais alta do mundo, com uma altura de cerca de 247 pés (75 m), nem a mais larga a cerca de 27 pés (8,2 m)   de diâmetro na base, mas é a segunda maior árvore do mundo, medida pelo volume do tronco, e a sequoia viva mais antiga conhecida, com cerca de 3.200 anos de idade. Em 2012, o volume de seu tronco media cerca de 45 000 pé cúbico (1 300 m3), com 9 000 pé cúbico (250 m3) adicionais 9 000 pé cúbico (250 m3) de galhos.
A árvore recebeu o nome do Presidente Warren G. Harding em 1923. As árvores próximas incluem Chief Sequoyah, a 27ª maior sequoia gigante do mundo, e o Grupo do Congresso, dois densos estandes de sequoias médias que representam a "Casa" e o "Senado". 

## Descrição
O Presidente apresenta uma coroa densa, com galhos enormes chegando para cima e para fora. Um ramo branco especialmente proeminente é visível no lado oeste da copa superior da árvore. Uma cicatriz de queimadura longa e estreita está presente no lado norte de seu tronco. 

## Dimensões
|                                              | Metros  | Pés      |
| Altura acima da base                         | 75,3    | 247,0    |
| Circunferência no solo                       | 28,4    | 93,0     |
| Diâmetro 1.5 m acima da base                 | 7.1     | 23,1     |
| Diâmetro 18 m (60 ') acima da base Hu3       | 5.2.    | 16,9     |
| Diâmetro 55 m (180 ') acima da base          | 3.55    | 11,6     |
| Diâmetro do maior ramo                       | 2,43    | 8.0      |
| Altura do primeiro ramo grande acima da base | 37,1    | 122,0    |
| Volume estimado de fuste (m 3 .ft 3 )        | 1.278,0 | 45.148,0 |
| Volume estimado em galhos (m 3 .ft 3 )       | 254,9   | 9.000,0  |